# Franco Balestra
Pour les articles homonymes, voir Balestra.
Franco Balestra  né à Tavole le 8 août 1924 et mort le 3 septembre 2011, est champion de Pallapugno (jeu de paume italien).
Dans les années d’après-guerre, il gagne ses premiers trophées dans le Piémont et dans sa Ligurie natale et joue sans interruption jusqu’en 1960 disputant plus de 4 000 parties.
Il est sextuple champion d’Italie ; en 1952, 1955, 1957, 1958, 1959 et 1960.
Il est décoré de l’ordre de Chevalier de la République pour mérite sportif et fait partie des  « Azzurri d'Italia » association  regroupant tous les athlètes qui ont porté le maillot de l’équipe nationale.